# Hyaloperonospora
Hyaloperonospora — рід хроміст родини Peronosporaceae. Назва вперше опублікована 2002 року. Види цього роду викликають хвороби сільськогосподарських важливих культур таких як пероноспороз (Hyaloperonospora brassicae). Hyaloperonospora можна зустріти на рослинах Brassicaceae. Hyaloperonospora parasitica на відміну від більшості інших видів роду тим, що має дуже широкий ареал хазяїнів, заражаючи різні культури. 

## Галерея

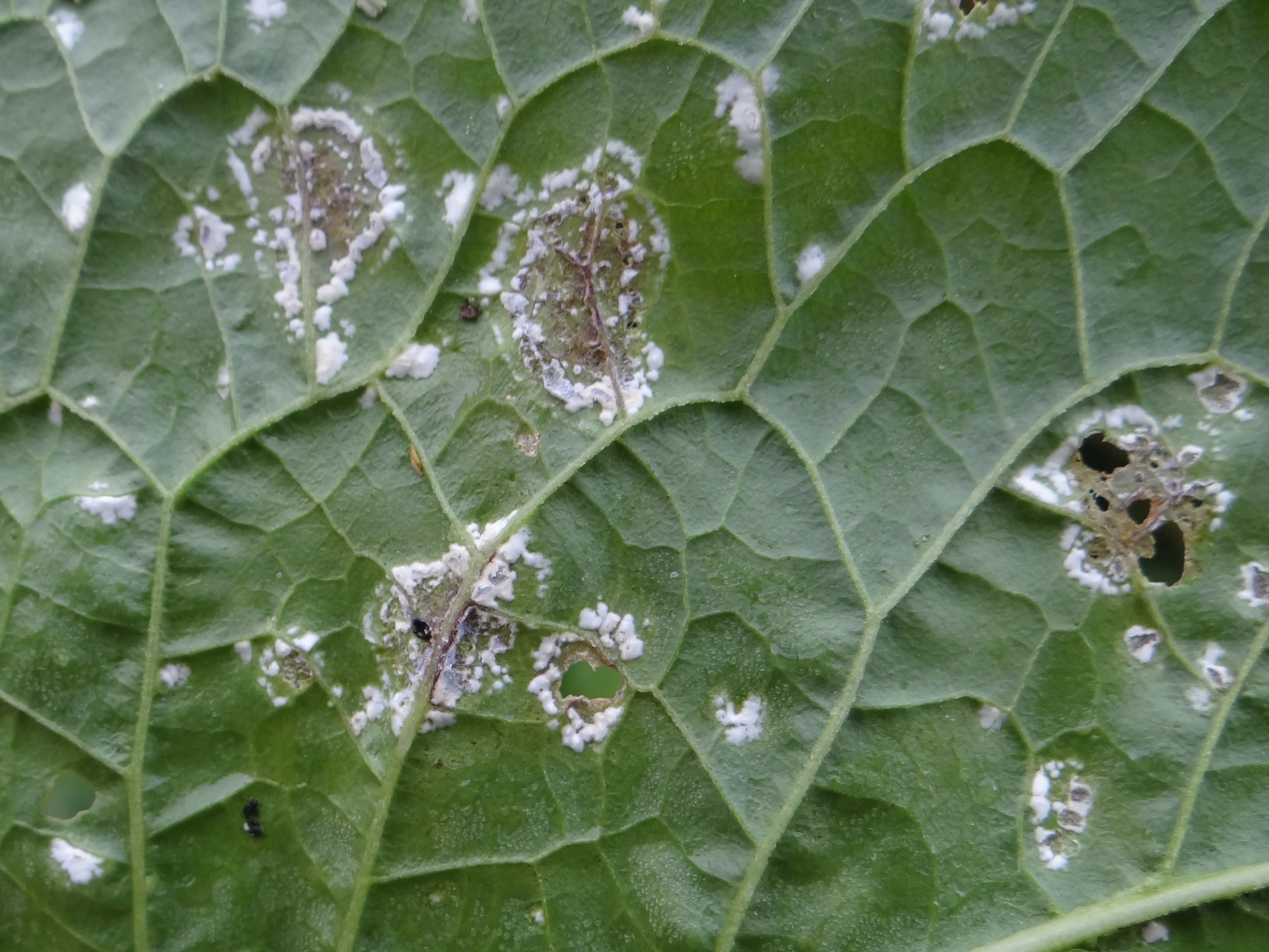
Hyaloperonospora cochleariae
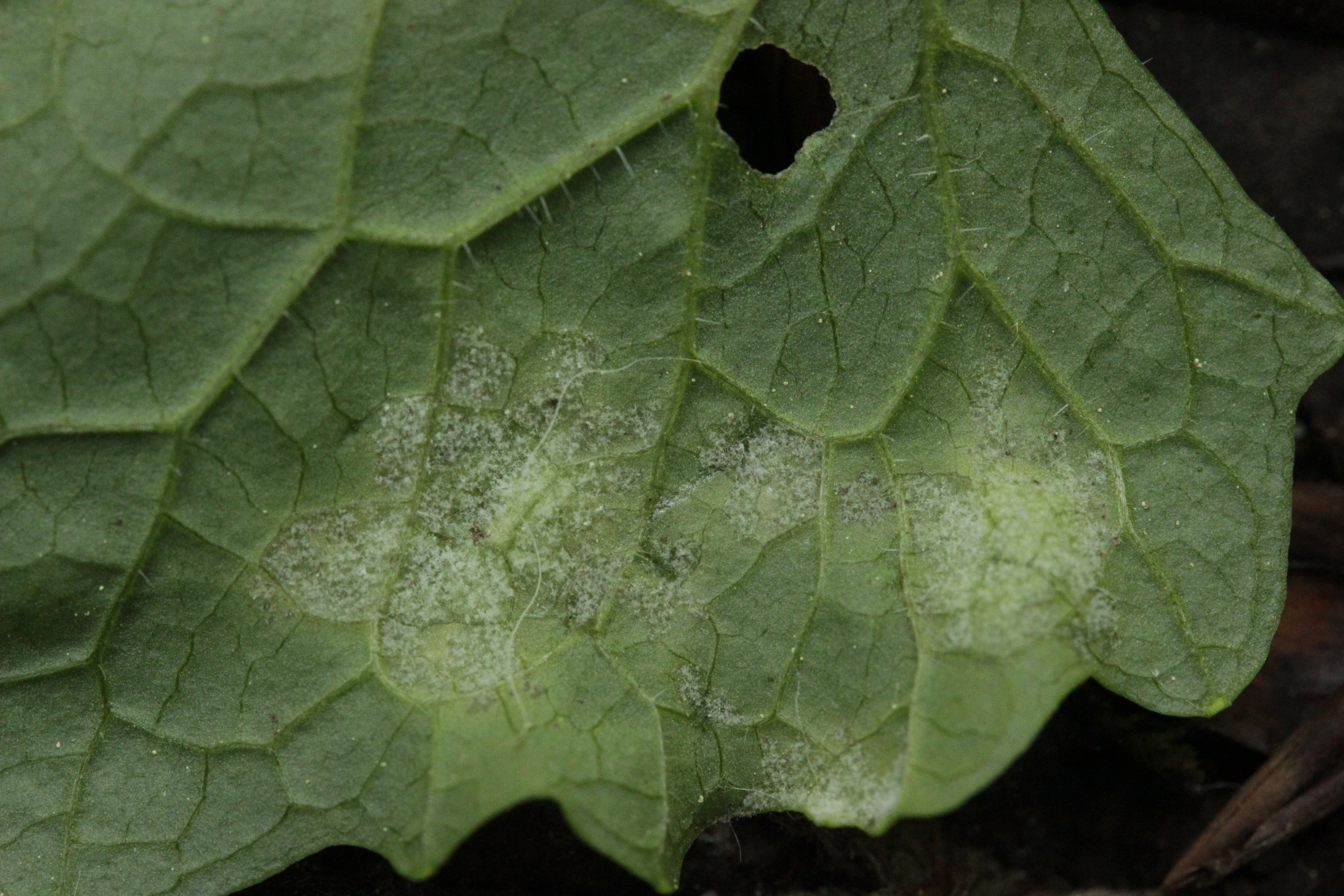
Hyaloperonospora niessliana
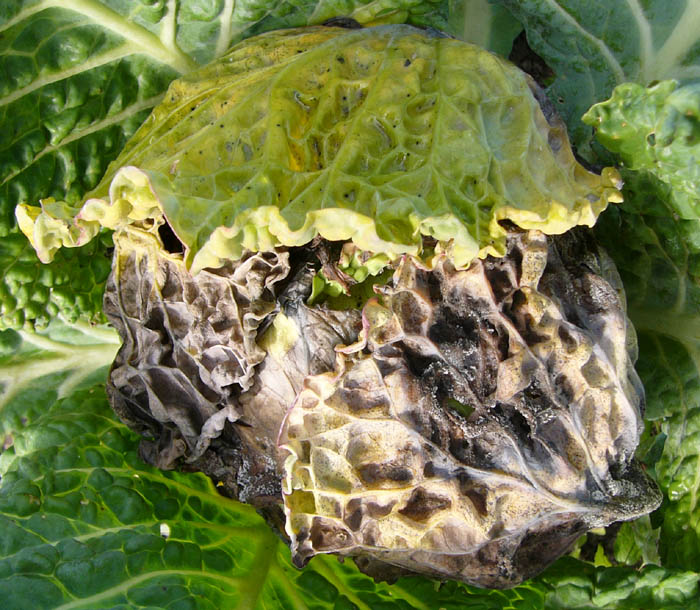
Hyaloperonospora brassicae